# Atopophlebia obrienorum
Atopophlebia obrienorum is een haft uit de familie Leptophlebiidae. De wetenschappelijke naam van de soort is voor het eerst geldig gepubliceerd in 1987 door Flowers.
De soort komt voor in het Neotropisch gebied.